# Simeulue
Pour la langue, voir Simeulue (langue).
Simeulue est une île indonésienne de l'océan Indien située à quelque 150 km au large de la côte nord-ouest de l'île de Sumatra.

## Géographie
L'île a un peu plus de 100 km de long pour un peu plus de 30 km de large. Sa superficie est de  1 844 km2. L'île est couverte de collines et a un point culminant à 567 mètres. La côte est rocheuse et bordée de récifs de coraux.
La stratigraphie des falaises de Simeulue indique clairement une montée des eaux en 1394±2, puis en 1450±3.
Un tsunami a tué la moitié de la population de l'île en 1907. Depuis, au travers de comptines pour enfants, poèmes ou histoires, les insulaires transmettent au travers des générations la dangerosité de ce phénomène et la nécessité de se sauver le plus haut dans les montagnes en cas de tremblement de terre ou de retrait de la mer. Ainsi lors du séisme de 2005 à Sumatra et du tsunami qui a suivi, la population de l'île, bien que proche de l'épicentre du séisme, n'a eu que 7 morts pour une population entre 70 000 et 85 000 habitants. Le mot local smong décrivant un tsunami suivant un tremblement de terre est entré depuis dans le vocabulaire indonésien.

## Politique
Administrativement, l'île est devenue un kabupaten (département) de la province d'Aceh, après avoir été détachée du kabupaten d'Aceh Barat en 2000. Son chef-lieu est Sinabang.
Sa situation géographique isolée l'a mise à l'abri du conflit en Aceh entre l'armée indonésienne et le mouvement indépendantiste GAM.

## Langues et culture
On parle deux langues à Simeulue : le simeulue proprement dit (100 000 locuteurs), et le sikule (20 000 locuteurs, dans le centre de l'île). Ces deux langues forment un sous-groupe des langues sumatriennes, elles-mêmes un groupe de la branche malayo-polynésienne des langues austronésiennes.
Les Simeulue sont en majorité musulmans.

## Faune
L'île possède un rapace endémique, le Petit-duc de Simalur (Otus umbra).

## Transports
Simeulue est desservie par l'aéroport de Lasikin.

## Galerie

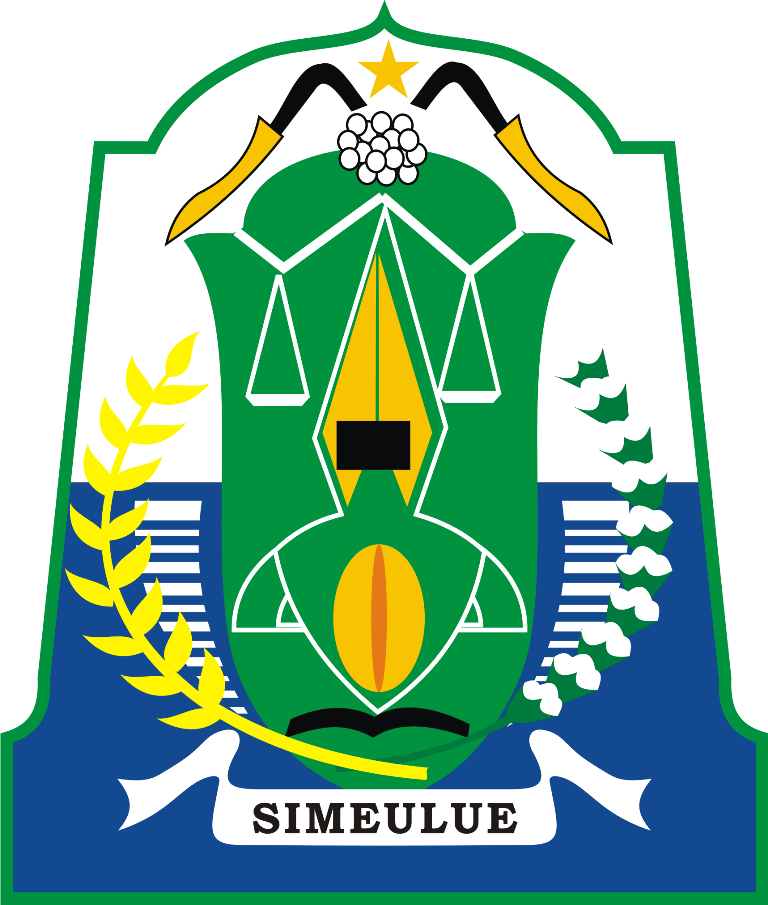
Armoiries de la régence de Simeulue
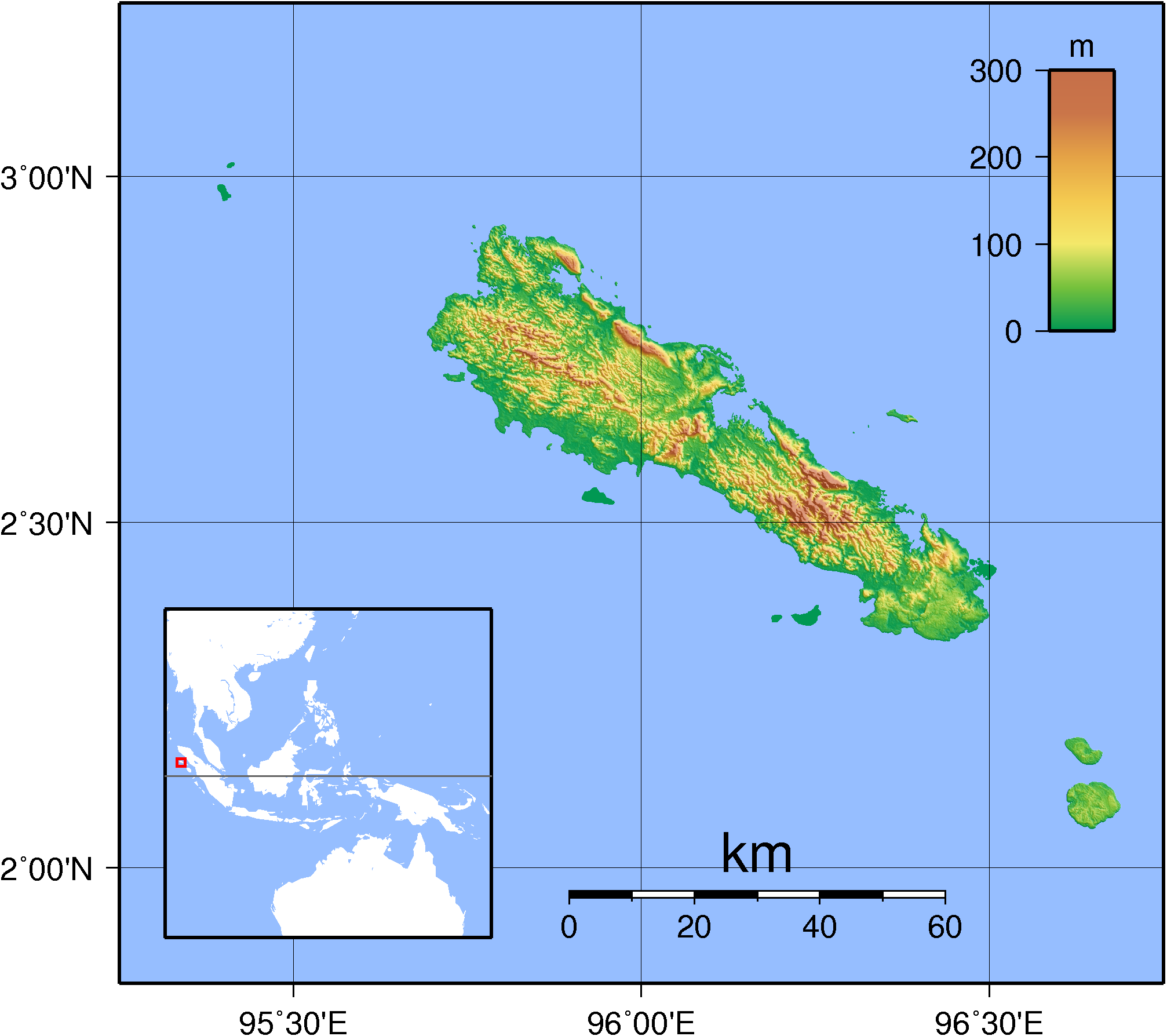
Carte topographique de Simeulue
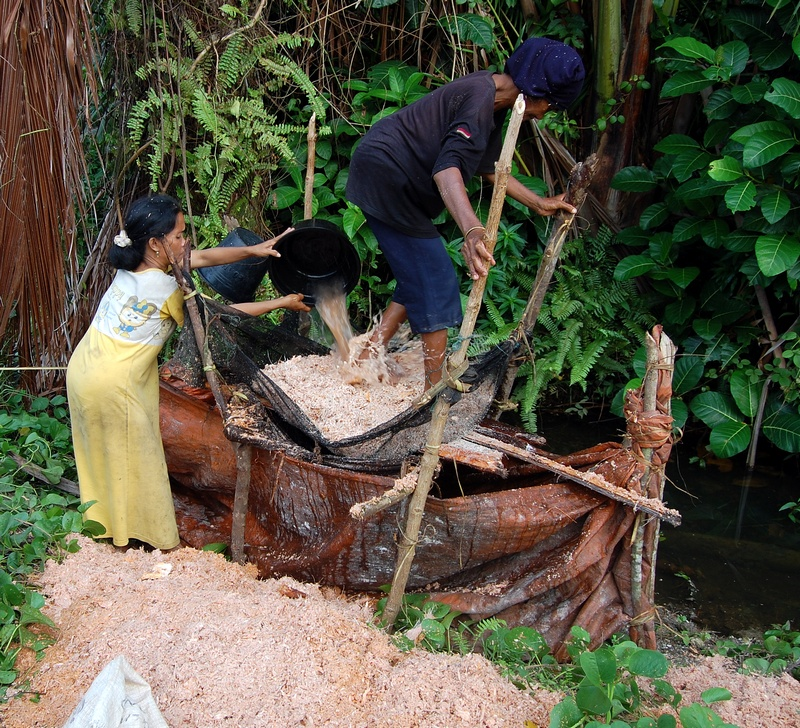
Laver la moelle du sagoutier (Metroxylon sagu)